# Poporul dogon

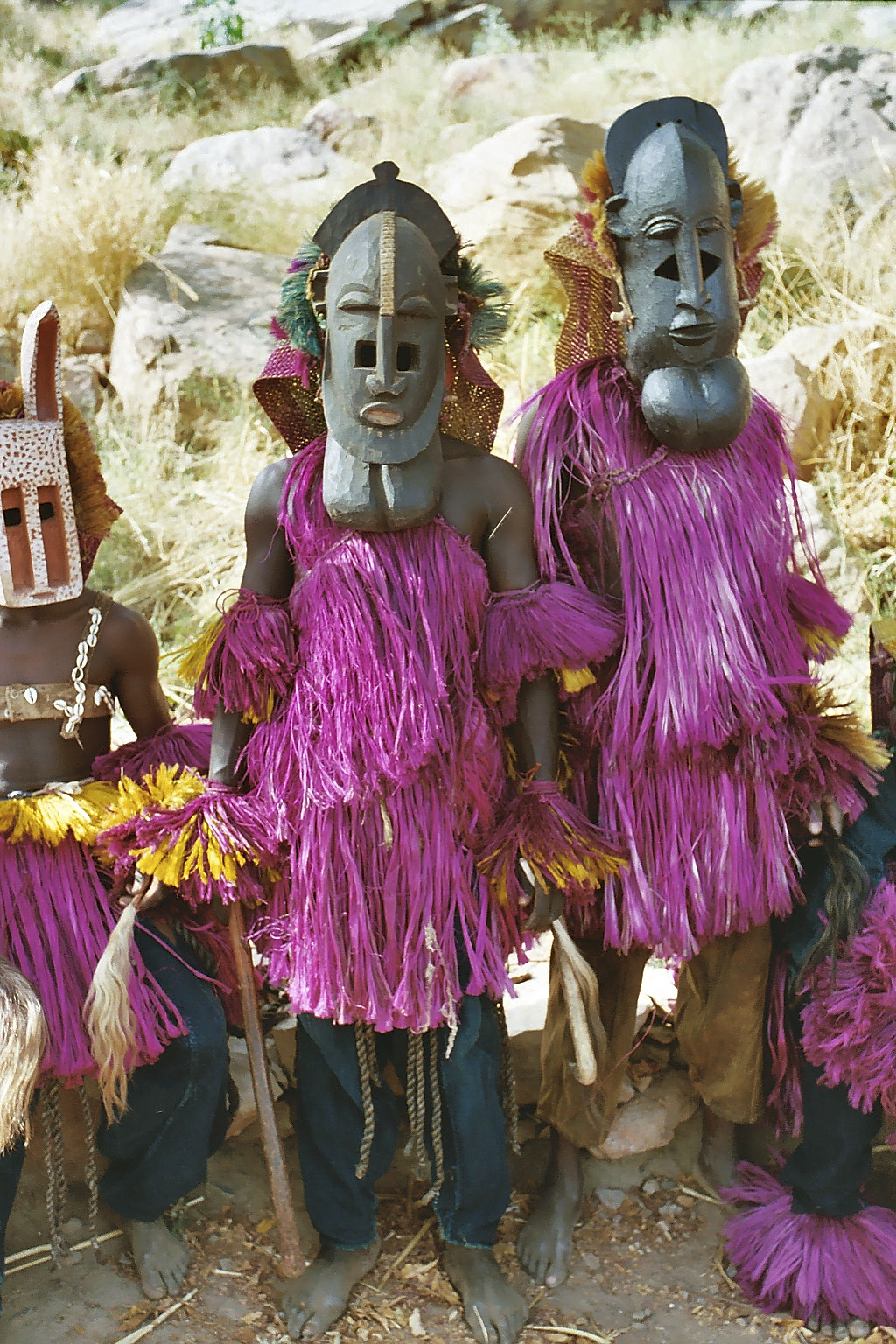
Poporul Dogon, Mali

Dogon - grup etnic din regiunea platoului central din Mali, la sud de cotitura principală a fluviului Niger în apropierea orașului Bandiagara din regiune Mopti. Sunt între 400.000 și 800.000. Poporul Dogon este cel mai bine cunoscut pentru mitologia sa, dansurile lor mascate, sculptură în lemn și arhitectură. Zona locuită de poporul Dogon este una dintre atracțiile turistice majore din Mali.  

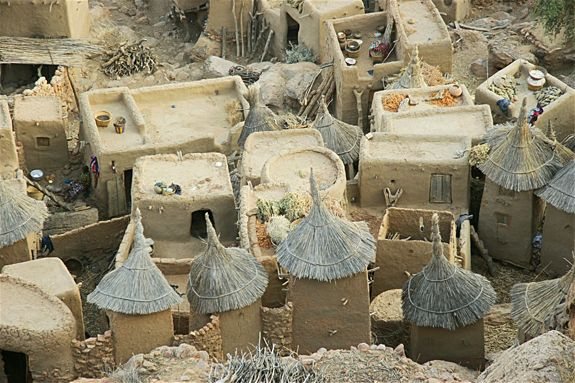
Un sat Dogon